# سولوت
سولوت (به ترکی آذربایجانی: Sulut) یک منطقه مسکونی در جمهوری آذربایجان است که در شهرستان اسماعیل‌لی واقع شده است. سولوت ۸۸۶ نفر جمعیت دارد.